# Славинка (Самарська область)
Славинка (рос. Славинка) — село в Алексєєвському районі Самарської області Російської Федерації.
Населення становить 256 осіб. Входить до складу муніципального утворення сільське поселення Летниково.

## Історія
Від 2005 року входило до складу муніципального утворення сільське поселення Летниково.

## Населення
| 1986 | 2002 | 2010 | 2014 | 2015 |
| ---- | ---- | ---- | ---- | ---- |
| 363  | ↘318 | ↘275 | ↘261 | ↘256 |